# Osová Bítýška
Osová Bítýška (en allemand : Ossowa Bittischka) est une commune du district de Žďár nad Sázavou, dans la région de Vysočina, en République tchèque. Sa population s'élevait à 909 habitants en 2020.

## Géographie
Osová Bítýška se trouve à 6 km au nord-ouest de Velká Bíteš, à 31 km au sud-est de Žďár nad Sázavou, à 42,5 km à l'est-sud-est de Jihlava et à 158 km au sud-est de Prague.
La commune est limitée par Skřinářov au nord, par Březí au nord-est, par Vlkov au sud-est, par Záblatí, par Ruda à l'ouest et par Ořechov au nord-ouest.

## Histoire
La première mention écrite de la localité date de 1264.

## Administration
La commune se compose de trois quartiers :
- Osová
- Osová Bítýška

## Transports
Par la route, Osová Bítýška se trouve à 6,5 km de Velká Bíteš, à 33,5 km de Žďár nad Sázavou, à 48,5 km de Jihlava et à 168 km de Prague.